# 学校法人東海山形学園
学校法人東海山形学園（がっこうほうじんとうかいやまがたがくえん）は、山形県山形市にある私立高等学校であり、東海大学の提携校である東海大学山形高等学校を設置する学校法人である。

## 概要
過去に「一橋情報経理専門学院」という専修学校（平成4年度末で在校生がゼロとなり事実上解散）も設置していたが、設立当初から関係の深かった「学校法人諏訪学園」に移管した（後に「一橋ゼミナール」という名称の予備校になるが、現在は廃校）。
東海大学と提携した当初の思惑は、専修学校から東海大学へ進学させ「大学進学率」を上げることもあった。そのため「東海大学附属一橋経理専門学院」と表記し、大学側から注意されたという過去を持つ。提携調印は、「高等学校」のみである。
東海山形高等学校時代のスクールバスや印刷物には、「東海大学附属東海山形高等学校」と記されていた。過去の法人名を学校法人一橋学園と言い、「一橋」の語源は、前身となった学校の発起人である安田三代人が現在の一橋大学卒業であったためである。
東海大学山形高校は、東海大学と提携校としての契約を結び、付属校ではないがそれにほぼ準じた扱いを受けていることから、学校長の推薦を得ることにより、東海大学などの系列大学に優先的に進学することができる。

## 年表
- 1956年（昭和31年）：「山形経理実務学校」として、山形市諏訪町の諏訪幼稚園を間借りし開校。
- 1964年（昭和39年）：学校法人設置認可。
- 1965年（昭和40年）：現在地に一橋商業高等学校（全日制商業科）発足。
- 1974年（昭和49年）：一橋商業高校に普通科併設。
- 1976年（昭和51年）：私学振興財団の理事を通じて学校法人東海大学に提携を打診。山形県知事および山形県当局の強い要望もあったことや、東海大学自体が日本の各地の中心と目される地に中等教育機関を建設してそれを大学につなげたいという構想を持っていたこと、東北地方の学校ということもあり、「東海大学の建学の精神のもとに高校教育を行いたい」との本学校法人の希望を東海大学総長・松前重義が受け入れる。
- 1977年（昭和52年）
  - 一橋高等学校に校名変更。
  - 11月に当時の山形県知事・板垣清一郎の立ち合いのもと同学校法人理事長・安田三代人が、東海大学総長・松前重義と東京霞ヶ関・霞ヶ関ビル33階の東海大学校友会館で、「提携校」という東海大学としては新しい形で契約書を交わし、学校法人東海大学と同学校法人の提携が成立。後に安田三代人はこの提携を「寄らば大樹の陰ということで大学付属校になることが生き延びる一つの方法と考えており、東海大学に頼んだら付属校OKが出たので現在の校名になった」と学校内部で配布される雑誌「一橋タイムス[注釈 1]」で述べている。
- 1978年（昭和53年）：東海山形高等学校発足。
- 1979年（昭和54年）：東海大学本部より校旗授与。
- 1982年（昭和57年）
  - 東海大学山形高等学校に校名変更。
  - 同窓会「一橋・東海大山形同窓会」発足[注釈 2]。
- 1987年（昭和62年）：松前紀男理事長就任[注釈 3]、商業科廃止。
- 1991年（平成3年）
  - 学校法人東海大学への合併（正式な「付属高校」化）を地元理事が拒否し、安田三代人が理事長復帰。以来「提携校」と表記される。この事件以前の同学校法人は、他付属学校長や香取草之助先生など東海大学学園の学務関係幹部も理事を務めていた。当時の理事構成は、東海大学学園関係者が松前紀男理事長を含む4名、地元理事が安田三代人、板井角也校長、小松浩事務長、吉村和夫を含む7名であった。なお、この事件後1992年（平成4年）より東海大学関係の理事は全員撤退し、1995年（平成7年）に成田吏理事が就任するまで東海大学学園関係の理事が全く居らず、地元の理事のみで構成され、東海大山形高校では“「現代文明論」講義”すら大学の協力が得られず全く実施されなくなる。
- 1995年（平成7年） 
  - 安田三代人の死去に伴い、次男・直人（歯学博士、歯科医師・日本大学山形高校、日本大学歯学部卒）が理事長就任。当時の校長・鈴木喜久夫も日本大学山形高校、日本大学法学部卒であることから、「日本大学山形学園」発行の40周年記念雑誌には日本大学学園卒業生が担う東海大学山形と紹介されていた。安田直人理事長、私費4,500万で創立者安田三代人教育基金設立。
- 1996年（平成8年）
  - 東海大山形高校「高校現代文明論」授業開始（それまでは「現代文明論」講義のみ実施）。
- 2003年（平成15年）：東海大山形高校「教育改革キャラバン」の実施（東海大学教育開発研究所と共催）。
- 2005年（平成17年）：50周年事業頓挫。学校対面のため安田三代人教育基金を東新トイレ建設に使用。
- 2006年（平成18年）
  - 山形経理実務学校時代より使い続けた東海大山形高校「振興会」を東海大山形高校「PTA」に名称変更。東海大山形高校が東海大学学園内教科モデル校として「高校現代文明論」と「数学」を指定。
  - 創立50周年を迎えた。
- 2007年（平成19年）：東海大山形高校に成田吏校長（元東海大学付属仰星高等学校・中等部校長、元東海大学理事、学校法人東海大学名誉顧問）が就任。
- 2008年（平成20年） 
  - 法人名を学校法人東海山形学園に変更。
  - 安田直人理事長から任命されて間もない成田吏校長、阿部吉宏副校長・事務長、吉村理事の三者が学校教育経営改革に着手した理事長を降ろしに画策する。管理職と教職員組合の癒着が甚だしく、理事会は学校育成の道を大きくそれ、権力闘争の場となる。
- 2009年（平成21年） 
  - 東海大山形高校「PTA」を付属各高校に倣い、東海大山形高校「保護者会」に名称変更。学校経営を危うくする成田吏校長、阿部吉宏副校長・事務長が解任されかかる。教職員組合集団で安田直人理事長宅敷地に侵入し騒ぎ、警察沙汰になる。
- 2010年（平成22年） 
  - 東海大山形高校の成田吏校長が退任し、同校生え抜きの山内励が校長に就任。安田直人理事長、15年間無報酬でさらにここまで安田記念館改修等私費2,500万出資(計7,000万出資で退職慰労金0)理事長より任命された山内励校長、就任直後から理事長との確約書を無視し組合を擁護し生徒預り金による問題の修学旅行はじめ業者癒着体質排除に動いた安田理事長に、あからさまに反旗を翻す。補助金関係の県の友人にも働きかけ、事務職員も協力し解任に追い込む策略を何重にも仕掛ける。(安田地利事務長抜きで修学旅行業者を招集して説明会開催)
- 2011年（平成23年） 
  - 1月27日の理事会では平成２３年度の校長は内藤丈嗣(たけつぐ)氏に議決済。ひと月余の3月6日の新理事を入れての新理事会で校長人事,70周年新校舎建設積立資金計画を含め1月の議決事項を教職員組合を背にすべて白紙にする不当議決。(既得権益死守)さらに安田地利事務長を3月9日言い渡し翌日3月10日解雇の不当解雇。安田直人理事長は3月6日に招集された臨時理事会で解任され、理事の吉村和文（株式会社ケーブルテレビ山形代表取締役社長、山形県立山形南高等学校・東海大学政治経済学部卒）が後任の理事長に就任。8月20日の学校法人東海山形学園理事会にて吉村和文理事長による新体制が発足し、平成7年以降名を連ねていた東海大学関係者が再び撤退、学校法人東海大学関係者の全く居ない、全て地元の人間による理事構成となった（大学同窓会役員が理事及び評議員には存在する。それまでの山形学園理事には大学理事、初等中等教育部長などが在籍していた。）創立者一族を追い出し創立者の建学の精神とは大きく異なる新理事会発足である。
- 2013年（平成25年）：東海大山形高校の同窓会「一橋・東海大山形同窓会」が、「東海大学山形高等学校同窓会」として再発足。

## 理事構成
学校法人東海大学との提携関係にはあるものの、理事構成の通り、歴史的、資本的、人事的、経営方針的にも東海大学とは全く関係の無い、完全に独立した学校法人である。（一方の東海大学提携校である東海大学菅生高等学校・中等部を設置する学校法人菅生学園は、東海大学創立者松前重義の弟子である島田久が設立し、当初から東海大学との提携のもと高等学校を開校させているほか、東海大学の役員も長年に亘り学校法人菅生学園の理事に名を連ね、学校法人菅生学園の教育機関全てには東海大学の関連企業が教育用具を納めるなど、東海大学と連携した法人経営を行っている。）
学校法人東海大学との合併のチャンスも過去に一度だけ（平成2年〜3年）あったが、歴史を見れば分かるようにこの学校法人の「歴史」は、労使や、大学本部と地元理事などの権力闘争の「歴史」であり、合併（正式な付属高校化）は自らそれを拒否している。  
この法人の現体制発足後、東海大学の提携校でありながらも、東海大学傘下の教育機関(提携校含む)として唯一、東海大山形高校には、入学式や卒業証書授与式に総長・学校法人東海大学理事長（代理含む）や大学の理事、学務・初等中等教育関係者などは一切出席していない。
- 理事長 吉村和文
- 理事 山内励（副理事長・元校長）、阿部吉宏（校長）、相原吉弘（前・東海大学同窓会山形支部長）、板垣孔之（一橋商業高等学校昭和53年度卒、東海大山形高校同窓会会長）、澤村禎三（学校法人諏訪学園理事長）、市川昭男（元山形市長）